# 松江バンド

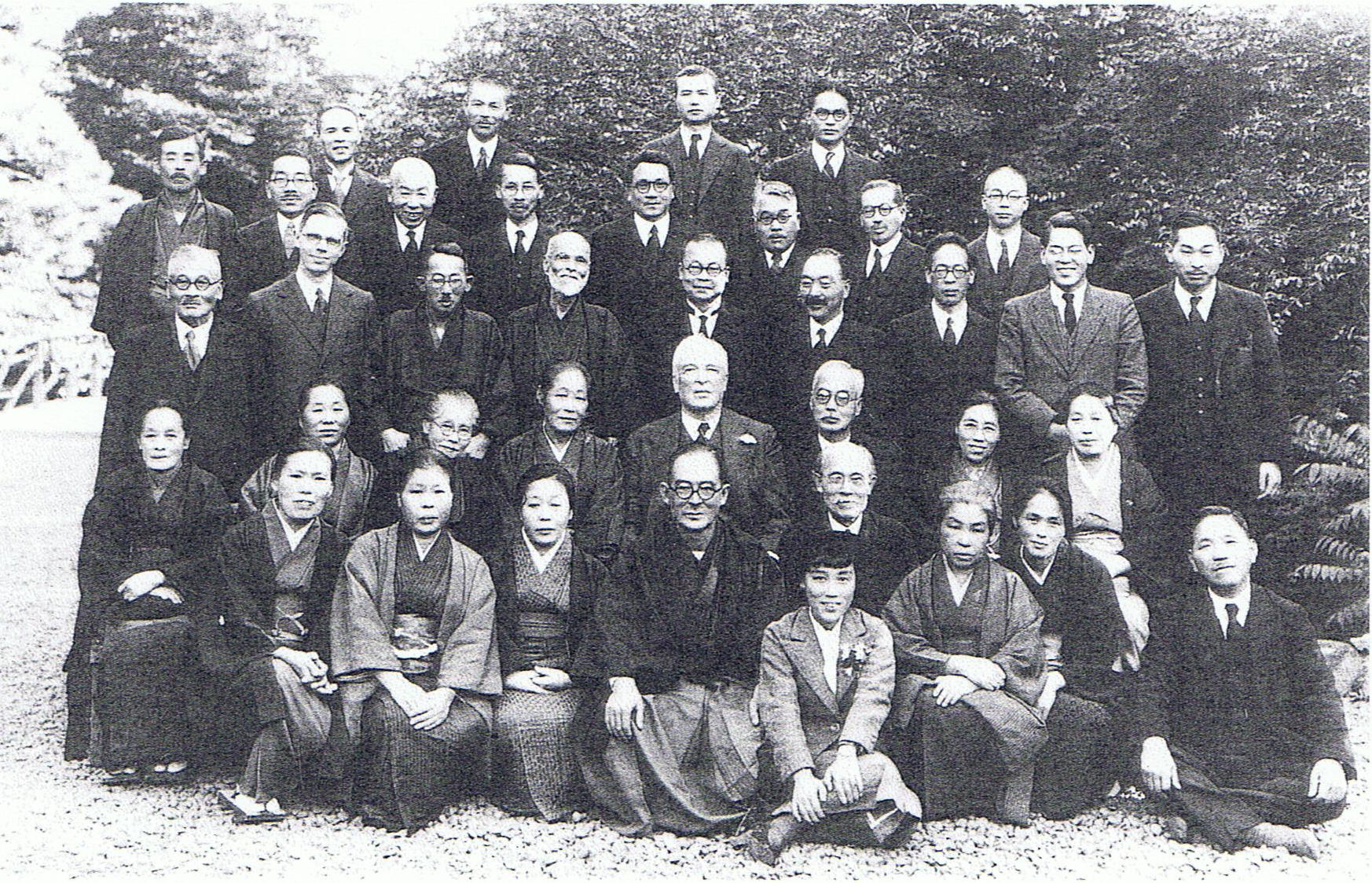
バークレー・バックストン最後の来日。
三谷種吉らと。1937年

松江バンド（まつえバンド）は島根県松江市で始まった日本の純福音運動の源流の一つ。

## 概要
バークレー・バックストンが宣教師として松江市に滞在している時に、笹尾鉄三郎、三谷種吉、竹田俊造、堀内文一らが訓練を受けた。それらの人々が成長して日本の各地で純福音運動の指導者になって活躍した。また、中田重治もバックストンのもとで過ごし、大きな影響を受けて、ホーリネス運動の原動力になった。

## 来歴
松江殿町に明治11年（1878年）活版印刷「博広社」（福田平治）があり明治29年（1896年）「松江育児院」を同所で始めた。この育児院の孤児の心のケアに苦慮していた事から岡山在住の親友の猪股静治（岡山医専）に岡山孤児院事業（石井十次）の調査報告を依頼しキリスト教による信仰を知った。この後、赤山バックストン夫人が「松江育児院」を来訪し院内の状況を視察し数々の質問を試みて帰られた。松江教会牧師黒木洲尋より聖書紹介があり、神戸書店より旧約聖書購入。ある日、赤山バックストン館の研究所に誘われバックストン新約聖書ピリピ3章19節講演を拝聴した。この後福田平治は洗礼を受けバックストンの教会員として活躍し、家族・知人・関係者多くの人々がバックストンの許に集まった。日本の「松江バンド」は明治・大正・昭和と赤山バックストン邸・殿町教会で福田平治が記録撮影した多くの写真によって今日なお、当時の様子を生き生きと知る事が出来る。松江で明治34年12月松江育児院印刷部で「赤山講話」が創られている。

## 三大バンド
- 札幌バンド（メソジスト）
- 横浜バンド（長老派）
- 熊本バンド（会衆派）

## その他
- 弘前バンド（メソジスト）
- 築地バンド（長老派）
- 神戸バンド（会衆派）
- 阪神バンド（会衆派）
- 静岡バンド（メソジスト、カナダ・メソジスト教会）
- 松江バンド（きよめ派、日本伝道隊）
- 松山バンド（会衆派、同志社）
- 鳥取バンド（会衆派）
- ホーリネス・バンド(日本ホーリネス教会)